# Henric cel Tânăr
Henric cunoscut drept Tânărul Rege (28 februarie 1155 – 11 iunie 1183), a fost al doilea din cei cinci fii ai regelui Henric al II-lea al Angliei și ai reginei Eleanor de Aquitania însă primul care a supraviețuit copilăriei. A fost rege al Angliei și Duce de Normandia, Conte de Anjou și Maine.

## Tinerețe
Se cunosc puține despre tânărul prinț Henric înainte de căsătoria și încoronarea sa. Copiii mamei sale din prima căsătorie cu regele Ludovic al VII-lea al Franței au fost Maria a Franței, Contesă de Champagne și Alix a Franței, Contesă de Blois. Henric a avut un frate mai mare, William al IX-lea, Conte de Poitiers (d. 1156) iar frații lui mai mici au fost: Matilda, Ducesă de Saxonia, Richard I al Angliei, Geoffrey al II-lea, Duce de Bretania, Eleanor a Angliei, regină a Castiliei, Joan a Angliei, regină a Siciliei și Ioan al Angliei.
După moartea fratelui său mai mare, William, în decembrie 1156, el a devenit moștenitor al tronului Angliei. În 1158 a fost logodit cu Margareta, fiica cea mare a regelui Ludovic al VII-lea al Franței și a celei de-a doua soții, Constance a Castiliei. La 2 noiembrie 1160, la Neubourg, după ce s-a obținut o dispensă papală de la Papa Alexandru al III-lea, cei doi copii (el în vârstă de 5 ani iar ea 2 ani) s-au căsătorit. Căsătoria a fost o încercare de a rezolva în cele din urmă lupta dintre conții de Anjou și regii francezi asupra posesiei districtului de frontieră Norman Vexin, pe care Ludovic al VII-lea l-a achiziționat de la bunicul lui Henric, Geoffrey Plantagenet, Conte de Anjou, în jurul anului 1144. Prin termenii înțelegerii, Margareta urma să aducă castelul de la Norman Vexin noului ei soț. 
În iunie 1170, la vârsta de 15 ani, Henric a fost încoronat rege în timpul vieții tatălui său, obicei inițial practicat de dinastia franceză capețiană și adoptat de regii englezi Ștefan și Henric al II-lea.
Căsătoria formală a avut loc la 27 august 1172 la Catedrala Winchester, când Henric a fost încoronat rege al Angliei pentru a doua oară, de data asta împreună cu Margareta, de către arhiepiscopul de Rouen.